# Stade Korman
Le Stade Korman (en anglais : Korman Stadium) est un stade omnisports vanuatais (principalement utilisé pour le football) situé à Korman, quartier de la ville de Port-Vila, la capitale de l'archipel.
Le stade, doté de 6 500 places, sert d'enceinte à domicile pour l'équipe du Vanuatu de football, ainsi que pour les équipes de football de l'Amicale Football Club, du Tafea FC et du Tupuji Imere FC.
Il porte le nom de Maxime Carlot Korman, ancien président et premier ministre de Vanuatu.

## Histoire
Le stade est partiellement endommagé par le Cyclone Pam en mars 2015.
Le stade est l'hôte de la Coupe d'Océanie de football 2008.

## Événements
- 1992 : Coupe de Mélanésie
- 2008 : Coupe d'Océanie de football 2008

## Galerie

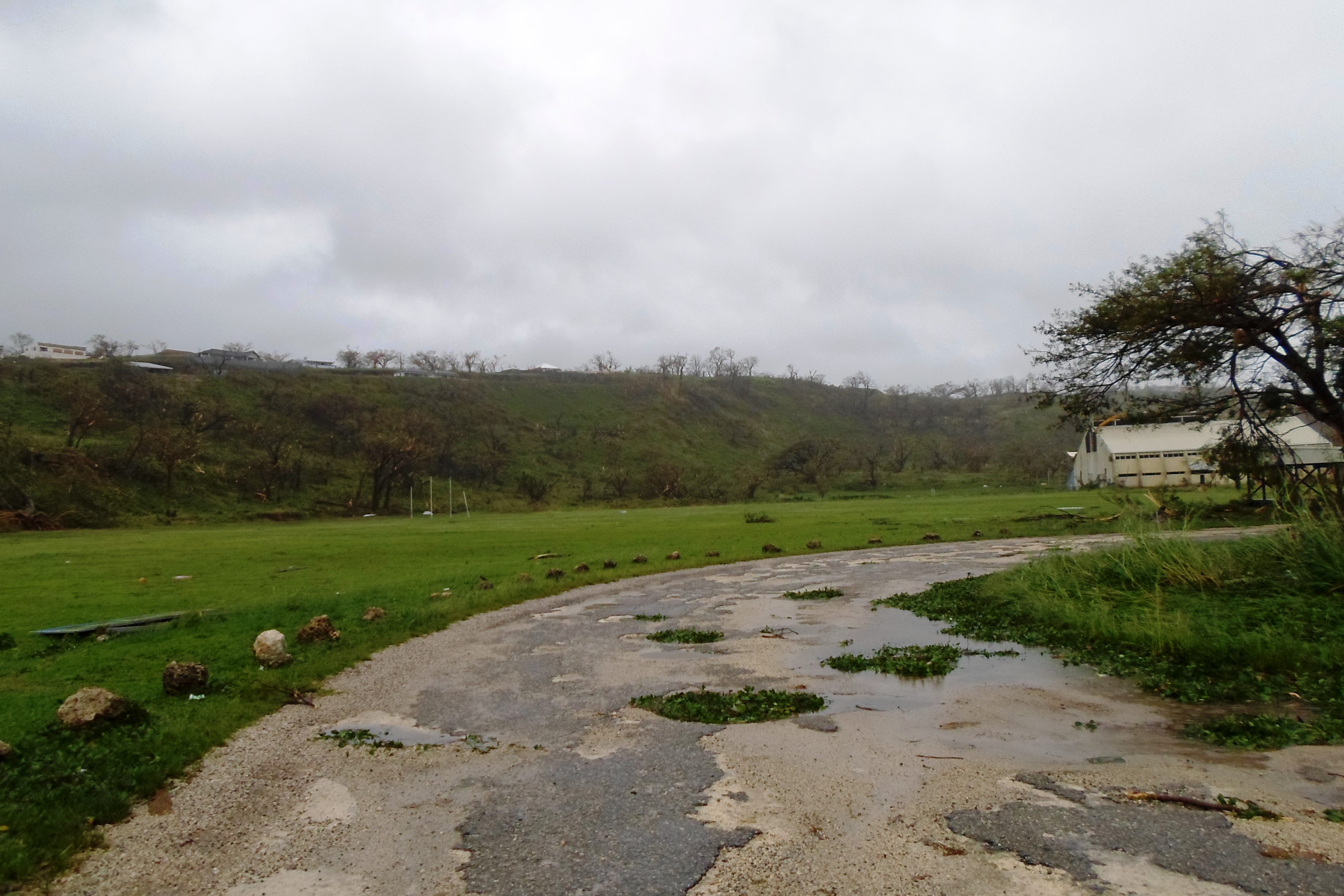
Vue du terrain de cricket du Stade Korman le 14 mars 2015 après le passage du Cyclone Pam